# Galgon
Galgon ist eine französische Gemeinde im Département Gironde in der Region Nouvelle-Aquitaine. Die Gemeinde liegt im näheren Einzugsgebiet der Stadt Libourne. Galgon hat 3109 Einwohner (Stand 1. Januar 2022), eine Zahl, die sich innerhalb der letzten 40 Jahren mehr als verdoppelte. Die Gemeinde gehört zum Kanton Le Libournais-Fronsadais im Arrondissement Libourne.
Der Ort liegt am rechten Ufer des Flüsschens Saye, der wenige Kilometer danach in die Isle mündet.

## Bevölkerungsentwicklung
| Jahr                       | 1962 | 1968 | 1975 | 1982 | 1990 | 1999 | 2008 | 2018 |
| Einwohner                  | 1127 | 1106 | 1522 | 2323 | 2514 | 2435 | 2503 | 3001 |
| Quellen: Cassini und INSEE |      |      |      |      |      |      |      |      |

## Sehenswürdigkeiten
- Kirche Saint-Seurin

Siehe auch: Liste der Monuments historiques in Galgon

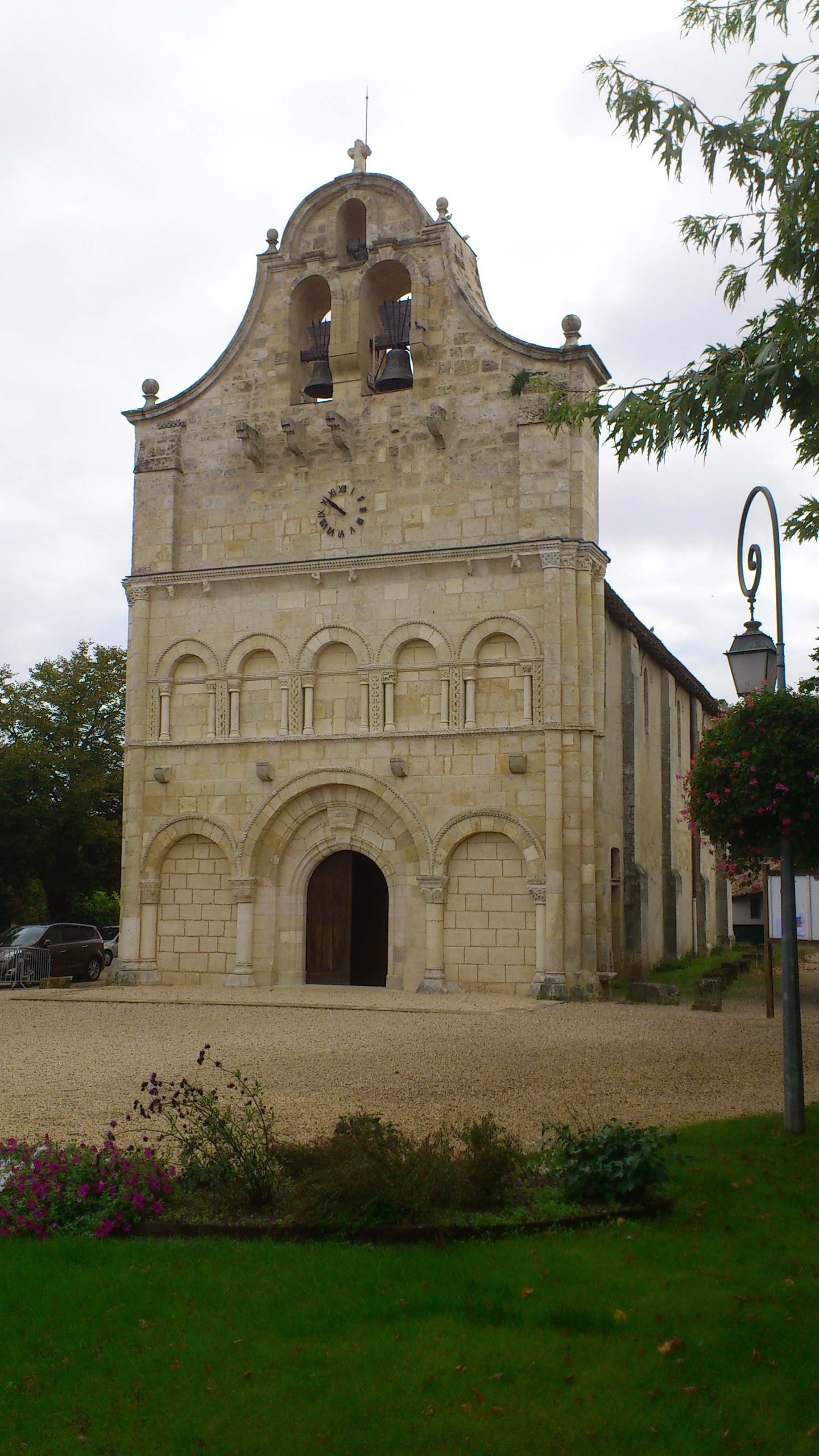
Kirche Saint-Seurin

## Weinbau
Galgon ist ein Weinbauort innerhalb des  Weinbaugebiets Fronsac. 